# Piasco
Piasco (piemontiul: Ël Piasch, okcitánul: Lou Piasc) település Olaszországban, Piemont régióban, Cuneo megyében. Lakosainak száma 2713 fő (2023. január 1.). Piasco Costigliole Saluzzo, Rossana, Venasca, Verzuolo és Pagno községekkel határos.

## Népesség
A település lakossága az elmúlt években az alábbi módon változott:
| Lakosok száma | 2790 | 2764 | 2713 |
|               | 2017 | 2018 | 2023 |